# Nizavighana
Nizavighana är en ort i Mexiko.   Den ligger i kommunen Santa María Guienagati och delstaten Oaxaca, i den sydöstra delen av landet, 500 km sydost om huvudstaden Mexico City. Nizavighana ligger 563 meter över havet och antalet invånare är 210.
Terrängen runt Nizavighana är lite bergig. Runt Nizavighana är det glesbefolkat, med 8 invånare per kvadratkilometer. Närmaste större samhälle är San Miguel, 17,9 km nordväst om Nizavighana. I omgivningarna runt Nizavighana växer huvudsakligen savannskog.